# 冷暖天氣提示
冷暖天氣提示服務（葡萄牙語：Serviço de alertas para temperaturas altas e baixas）是澳門一個提示系統，於2020年12月28日推出，取代原有的「溫度指數」。每當澳門特別行政區出現或預測將有酷熱或者寒冷天氣時，就由澳門地球物理氣象局發出此提示讓市民可及早採取消暑及防寒措施，減少因極端高溫或者低溫天氣對市民帶來的影響。該提示綜合考慮澳門出現酷熱和寒冷天氣的程度、持續時間和頻率來制定。級別與溫度指數的酷熱和寒冷等級一致，分為高溫提示及低溫提示兩類，分別提醒酷熱和寒冷天氣，各類提示再分有黃色和橙色兩級，其中橙色級別的嚴重程度比黃色大。

## 前身
溫度指數（葡萄牙語：O nível do índice de temperatura）是澳門地球物理暨氣象局為了讓澳門居民更易掌握天氣變化狀況而推出的指數，在2010年1月中旬被提出，正式設立於2010年3月23日，此指數以氣溫作為主要參考，但其他的氣象元素也會作出衡量。服務推出初期分為實測和翌日預測兩部分。實測指數每小時發放一次，翌日預測指數則於每天下午5時發出。隨著冷暖天氣提示服務於2020年12月28日推出，翌日預測指數被該服務所取代，而實測指數只透過RSS發放。
溫度指數分為普通、酷熱及寒冷三類，酷熱和寒冷再各自分有黃色和橙色兩級，基本上是模仿中國氣象局的低溫和高溫預警信號。故此共分為以下四種指數級別：
- 橙色酷熱（預測最高氣溫在36度或以上）
- 黃色酷熱（預測最高氣溫在33至35度之間）
- 普通（預測最低氣溫在12度以上且最高氣溫在33度以下）
- 黃色寒冷（預測最低氣溫在8至12度之間）
- 橙色寒冷（預測最低氣溫在7度或以下）

## 分級

黃色高溫提示

橙色高溫提示

黃色低溫提示

橙色低溫提示.

### 高溫
- 橙色高溫提示（預測最高氣溫在36度或以上）
- 黃色高溫提示（預測最高氣溫在33至35度之間）[4]

### 低溫
- 黃色低溫提示（預測最低氣溫在8至12度之間）
- 橙色低溫提示（預測最低氣溫在7度或以下）[4]

當提示為酷熱時，市民應穿較薄、淺色和寬鬆的衣服；在戶外則不應長時間在陽光下曝曬，注意在適當的時候補充水份；下午高溫時段也盡量避免在戶外進行活動；並須提防因高溫所導致的疾病。
而當提示為寒冷時，市民應多穿衣服以作保暖；避免長時間逗留在寒冷環境；天氣晴朗時，可到戶外進行適量活動和在陽光下曝曬，但前提是身體狀況與周圍環境許可下；並須提防因低溫所導致的疾病。

## 溫度指數之最
- 氣象局總部錄得的最低氣溫紀錄︰2016年1月24日下午2時15分，錄得1.6℃[5]
- 氣象局總部錄得的最高氣溫紀錄︰2017年8月22日下午2時25分，錄得38.0℃[6]
- 澳門境內錄得的最高氣溫紀錄︰2017年8月22日下午2時35分，錄得39.0℃ (九澳站)[6]

### 冷暖天氣提示之最
- 氣象局總部錄得的最高氣溫但全日沒有發出高溫天氣提示紀錄：2021年8月7日、2022年8月7日，錄得33.2℃。
- 氣象局總部錄得的最高氣溫但當時沒有發出高溫天氣提示紀錄：2022年8月3日，錄得33.9℃。
- 氣象局總部錄得的最高氣溫但當時沒有發出高溫天氣提示紀錄：2023年6月2日，錄得32.9℃。
- 氣象局總部錄得的最高氣溫但當時沒有發出高溫天氣提示紀錄：2024年6月2日，錄得33.4℃。
- 氣象局總部錄得的最高氣溫但當時沒有發出高溫天氣提示紀錄：2024年7月16日，錄得33.0℃。
- 氣象局總部錄得的最高氣溫但當時沒有發出高溫天氣提示紀錄：2024年8月30日，錄得32.7℃。
- 氣象局總部錄得的最高氣溫但當時沒有發出高溫天氣提示紀錄：2025年4月15日，錄得33.1℃。
- 氣象局總部錄得的最低的高氣溫的橙色高溫天氣提示紀錄：2025年7月17日，錄得33.8℃。
- 氣象局總部錄得的最低氣溫但當時沒有發出低溫天氣提示紀錄：2022年1月11日，錄得12.4℃。
- 氣象局總部錄得最短生效時間的冷暖天氣提示：2022年8月3日10:35-12:00分發出的黃色高溫提示，生效時間只有85分鐘，只有氣象局總部錄得最高32.7度。